# アイソトープ (バンド)
アイソトープ（Isotope）は、ギタリストのゲイリー・ボイルが率いるイギリスのジャズ・ロック・バンド。
ボイルは1972年6月にバンドを結成。最初のアルバム『アイソトープ』はキーボード奏者のブライアン・ミラーによって主に作曲された。ジェフ・クラインがベースを、ナイジェル・モリスがドラムを演奏している。しかしながら、クラインとミラーが1974年に脱退し、それぞれヒュー・ホッパーとローレンス・スコット（1946年2月7日生まれ）が交代で加入した。ツアーを行った後、この新しいラインナップは、セカンド・アルバム『イリュージョン』をレコーディングした。1974年末頃、バンドはこのアルバムの収録曲「Spanish Sun」を演奏するため、BBC 2の『The Old Grey Whistle Test』に出演している。
さらにツアーが続き、さまざまなメンバー・チェンジがあった。アルバム『ディープ・エンド』は、1976年、2人のキーボード奏者、ゾーイ・クロンバーガーとフランク・ロバーツと共にレコーディングされた。ホッパーは1曲のみ演奏に参加したが、主なベースはダン・K・ブラウンによって演奏された。モーリス・パートもパーカッションを演奏した。
ボイルはその後、バンドではなく、自らのソロとしてのキャリアに焦点を絞っていった。

## ディスコグラフィ

### アルバム
- 『アイソトープ』 - Isotope (1974年)
- 『イリュージョン』 - Illusion (1974年)
- 『ディープ・エンド』 - Deep End (1975年)
- The Best of Isotope (1977年) ※コンピレーション
- 『ライヴ・アット・ザ・BBC』 - Live at the BBC (2004年) ※1973年、1974年録音。ゲイリー・ボイルのソロを含む[2]。
- 『ゴールデン・セクション』 - Golden Section (2008年) ※1974年、1975年録音。ヒュー・ホッパーをフィーチャー。